# 克里斯蒂安·赫脱
克里斯蒂安·阿奇博尔德·赫脱（Christian Archibald Herter，1895年3月28日—1966年12月30日），美国政治家，生於法国巴黎，曾任马萨诸塞州州长、第53任美国国务卿和首任美国贸易代表，卒於华盛顿哥伦比亚特区。

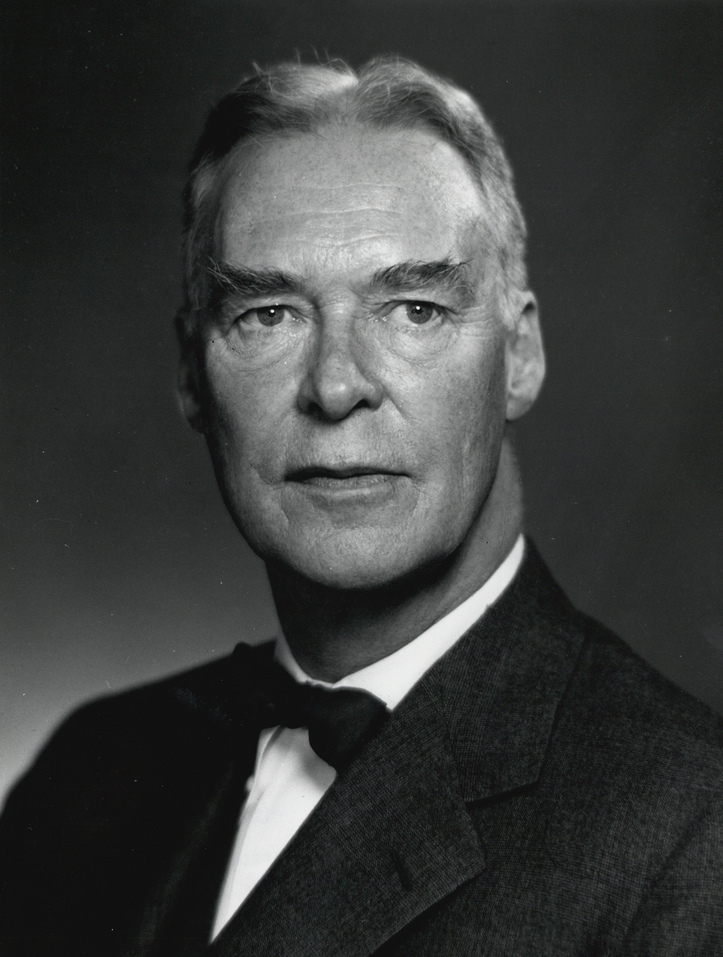
克里斯蒂安·赫特

| 前任： 保罗·A·德佛        | 马萨诸塞州州长 1953年-1957年 | 繼任： 福斯特·弗科洛 |
| 前任： 约翰·福斯特·杜勒斯 | 美国国务卿 1959年-1961年     | 繼任： 迪安·腊斯克   |
| 前任： 首任               | 美国贸易代表 1962年-1966年   | 繼任： 威廉·M·罗思   |